# SH902i
FOMA SH902i（フォーマ・エスエイチ きゅう まる に アイ）は、シャープによって開発された、NTTドコモの第三世代携帯電話 (FOMA) 端末製品である。

## 概要
902iシリーズではD902i、F902i、N902i、P902iに継いで5番目に発売された。外部メモリーはminiSDカード（1GBまで：ドコモ発表。それ以上は自己責任）対応である。カメラ性能はCCD316万画素。テレビ電話用のサブカメラはCMOS約11万画素。SD-Audio(AAC)とHE-AACに対応。SH901iSに続き回転2軸ヒンジ方式を採用した。後継機のSH902iSには引き継がれなかった。液晶はSH901iSに引き続き、2.4インチの広視野角な「モバイルASV液晶」を搭載。DOLCE（SH851i）に引き続き、覗き見防止の、視野角切り替え機能に対応している。フルブラウザ、ボイスレコーダー機能を搭載。Symbian OSで動作している。
この端末のボタンは黄緑色に光る。
iアプリは「Gガイド番組表リモコン」、「みんなのGOLFモバイル2 for SH」、「電子マネーEdy」をプリインストール。
902iシリーズの共通機能として、プッシュトーク、トルカ、iチャネル等がある。
GfK Japanの調査では、2006年の上半期で最も売れた機種である。

## 歴史
- 2005年8月8日：電気通信端末機器審査協会 (JATE)通過
- 2005年9月2日：技術基準適合証明 (TELEC) 通過。
- 2005年10月19日：D902i、F902i、N902i、P902i、SH902i、SO902iと同時にドコモよりプレスリリース
- 2005年12月9日：発売開始

## 不具合
- 2006年7月24日:文章入力中に特定の文字列を入力するとフリーズや再起動が起こる不具合の発生がDoCoMoから公式に発表され、預かり修理による対応が行われるに到った[2][3]。搭載されている日本語入力システムのケータイShoinに起因する。
- 2006年3月には、メールの件名に「%」をいれて送信すると、強制的に再起動されてしまう不具合が発生。
- 一部の機種に、閉じると再起動する不具合が発生。